# Pristimantis ginesi
Pristimantis ginesi es una especie de anfibio anuro de la familia Craugastoridae.

## Distribución
Esta especie es endémica del estado de Mérida en Venezuela. Habita entre los 2800 y 4100 metros sobre el nivel del mar en la cordillera de Mérida.

## Etimología
Esta especie lleva el nombre en honor a Pablo Mandazen (1912-2011).

## Publicación original
- Rivero, 1964 : Salientios en la colección de la Sociedad de Ciencias Naturales La Salle de Venezuela. Caribbean Journal of Science, vol. 4, n.º 1, p. 297-305[5]